# Acracona lamottei
Acracona lamottei is een vlinder van de familie van de snuitmotten (Pyralidae). De wetenschappelijke naam van deze soort is voor het eerst voorgesteld als Munroeia lamottei door Hubert Marion in een publicatie uit 1954.
De soort komt voor in Guinee en Gabon.